# Triaenodes simulans
Triaenodes simulans là một loài Trichoptera trong họ Leptoceridae. Chúng phân bố ở miền Cổ bắc.